# Neolophonotus angola
Neolophonotus angola là một loài ruồi trong họ Asilidae. Neolophonotus angola được Curran miêu tả năm 1934.